# 韋伯峰
79°28′S 84°40′W / 79.467°S 84.667°W
韋伯峰是南極洲的山峰，位於埃爾斯沃思地，屬於埃爾斯沃思山脈中赫里蒂奇嶺的一部分，北面是斯普萊特斯特瑟冰川，東面是巴利什冰川，西面是多布拉茨冰川。